# Birgitte Vedersø
Birgitte Vedersø (født 5. maj 1965 i Odense) er selvstændig rådgiver og konsulent i Vedersoe.co og arbejder især med uddannelsesledelse, organisation og unge i sin virksomhed, der er tilknyttet Mobilize-nordic.com. Hun varetager desuden en række bestyrelsesposter, blandt andet på Københavns Universitet, og hun er fra 2023-2024 formand for en ekspertgruppe om eksamen og kunstig intelligens nedsat af undervisningsminister Mattias Tesfaye, næstformand for Fondet for dansk-norsk samarbejde og formand for referencegruppen for projektet "Engineering i Gymnasiet" under Engineer the Future. Birgitte er en aktiv debattør vedr. uddannelse og unge og skriver bl.a. klummer i Altinget Uddannelse. 
Hun er forhenværende rektor for Gefion Gymnasium 2010-2023 og var formand for Danske Gymnasier 2017-2021. Hun er uddannet cand.mag i dansk og italiensk fra Aarhus Universitet i 1991.
Tidligere ansættelser: Efter ansættelser ved Ranum Statsseminariums HF-kursus (1992-1995) og Holstebro Gymnasium (1995-2000) som gymnasielærer og inspektor fik hun i 2000 sin første rektorstilling ved Alssundgymnasiet Sønderborg. I 2010 blev hun rektor for det nyåbnede Gefion Gymnasium i København og har bestridt posten siden. Hun har arbejdet med internationalisering og styrkede bånd til erhvervslivet, der har resulteret i udvekslingsaftaler med skoler i Europa, Kina og USA samt etableringen af et særligt sciencemiljø på Alssundgymnasiet Sønderborg i samarbejde med Danfoss. På Gefion Gymnasium har fokus ligget på at etablere og konsolidere det nyfusionerede gymnasium og at styrke kontakter til partnere uden for skolen ud fra skolens værdigrundlag videnskab - partnerskab - fællesskab. Skolen har desuden arbejdet aktivt med at skabe en organisation, hvor lærere og elever har stor medindflydelse gennem studieretningsteams. Resultatet har været, at Gefion Gymnasium er blevet et af de allermest søgte gymnasier i Danmark.
Birgitte har stor erfaring med bestyrelsesarbejde og med politisk interessevaretagelse. Hun har i en årrække været medlem af Tænketanken DEA's board (2013-2017), ligesom hun fra 2007 var medlem af og senere næstformand for bestyrelsen ved Syddansk Universitet (2011-2015). Desuden har Birgitte Vedersø medvirket i en række råd og udvalg nedsat af bl.a. Undervisningsministeriet. Siden 2018 har hun været medlem af Københavns Universitets bestyrelse og af bestyrelsen ved Tycho Brahe Planetarium frem til 2022, og i 2020 indtrådte hun i bestyrelsen for folk - mødested for demokrati og dannelse.
Birgitte har været aktiv i Rektorforeningen 2005-2011, de sidste fire år som næstformand. I 2015 indtrådte Birgitte igen i bestyrelsen for foreningen (nu Danske Gymnasier). I 2017 blev hun formand for Danske Gymnasier og brugte posten til at tydeliggøre den store kvalitet, som eksisterer i de gymnasiale uddannelser, til at kæmpe for forbedrede rammebetingelser for gymnasierne, bl.a. som initiativtager til kampagnen #STOP2pctNU sammen med de øvrige lederforeninger i uddannelsessektoren. Også kampen for mindre etnisk og social polarisering på gymnasierne og for en fintmasket geografisk spredning af gymnasieskoler landet over har Birgitte været aktiv i.  Formålet med dette er at sikre et fortsat højt uddannelsesniveau i hele landet.
I forbindelse med folketingsvalget 2019 brugte Birgitte sin stemme til at få politikerne til at fokusere på at lancere deres politiske visioner for ungdomsuddannelserne og ønsket om et mere fleksibelt og tilpasningsdygtigt uddannelsessystem. I den forbindelse nedsatte Danske Gymnasier en kommission for fremtidens uddannelsessystem med repræsentanter fra erhvervslivet, arbejdsmarked, forskning og kulturliv og håber dermed at kunne være med til at bidrage til at formulere en fremtidig vision for uddannelsessystemet. Nogle af repræsentanterne i kommissionen er blandt andet Politikens chefredaktør, Christian Jensen; Netcompanys administrerende direktør, André Rogaczewski; og forfatteren Thomas Harder. Kommissionen inspirerede Danske Gymnasier til en ny 2025-strategi, hvor bl.a. kampen for én samlet gymnasieskole med klare, adskilte profiler står i centrum. Udgangspunktet skal være det lokale behov for uddannelse og ikke konkurrence om elever eller gamle institutionsgrænser.
Birgitte Vedersø er aktiv på Twitter, hvor hun primært tweeter om unge og emner relateret til deres trivsel, om uddannelse (#uddpol) og gymnasier (#gymnasiechat).